# The Preface
Albums de Elzhi
Witness My Growth: The Mixtape 97-04
(2004) EuroPass: An Exclusive Tour CD
(2008)
The Preface est le premier album studio d'Elzhi, sorti le 12 août 2008.
Cet opus, acclamé par la presse, est considéré par de nombreux critiques professionnels comme l'un des meilleurs de l'année 2008.

## Liste des titres
| No  | Titre | Contient un (des) sample(s) de | Durée |
| --- | --- | --- | ----- |
| 1.  | Intro (The Preface) (Produit par Black Milk)                                                                      | Wake the Town de U-Roy I Don't Know What This World Is Coming to des Soul Children featuring Jesse Jackson                                   | 1:02  |
| 2.  | The Leak (featuring Ayah – Produit par Black Milk)                                                                | | 3:32  |
| 3.  | Guessing Game (Produit par Black Milk)                                                                            | | 5:38  |
| 4.  | Motown 25 (featuring Royce da 5'9" – Produit par Black Milk)                                                      | | 3:57  |
| 5.  | Brag Swag (Produit par Black Milk)                                                                                | | 2:41  |
| 6.  | Colors (Produit par Black Milk)                                                                                   | Colors d'Ice-T | 3:16  |
| 7.  | Fire (Remix) (featuring Black Milk, Guilty Simpson, Danny Brown, Fat Ray et Fatt Father – Produit par Black Milk) | | 4:05  |
| 8.  | D.E.M.O.N.S. (Produit par Black Milk)                                                                             | No Quarter de Led Zeppelin | 4:12  |
| 9.  | Save Ya (featuring T3 – Produit par T3)                                                                           | | 4:00  |
| 10. | Yeah (featuring Phat Kat – Produit par Black Milk)                                                                | | 4:14  |
| 11. | Transitional Joint (Produit par Black Milk)                                                                       | | 4:57  |
| 12. | Talking in My Sleep (Produit par Black Milk)                                                                      | Ain't No Half-Steppin' de Big Daddy Kane Blackman in Effect des Boogie Down Productions I Can't Wake Up de KRS-One World Wide de Royal Flush | 4:19  |
| 13. | The Science (featuring Fes Roc – Produit par DJ Dez)                                                              | Grand Finale des Montclairs The Bridge de MC Shan                                                                                            | 3:03  |
| 14. | Hands Up (Produit par Black Milk)                                                                                 | | 4:13  |
| 15. | What I Write (Produit par Black Milk)                                                                             | | 3:40  |
| 16. | Growing Up (featuring A.B. – Produit par Black Milk)                                                              | You're the Joy of My Life de Millie Jackson                                                                                                  | 5:02  |